# Albin Mydlarz
Albin Mydlarz (ur. 31 stycznia 1886 w Witkowicach, zm. 15 grudnia 1975 w Koszalinie) – polski duchowny rzymskokatolicki, kanonik, proboszcz (podpułkownik) Wojska Polskiego II RP, kapelan Armii Krajowej.

## Życiorys
Urodził się 31 stycznia 1886 w Witkowicach. Egzamin maturalny zdał w 1908 w IV Gimnazjum we Lwowie. W tym samym roku wstąpił do seminarium duchownego w tym mieście, studiując na Wydziale Teologicznym Uniwersytetu Lwowskiego. Studia ukończył w 1912 i 30 czerwca 1912 otrzymał święcenia kapłańskie. W latach 1912–1914 pracował w parafii w Baworowie. Od wybuchu I wojny światowej był kapelanem armii Austro-Węgier w szpitalach polowych 11 Korpusu (służył do 31 sierpnia 1918.
Po zakończeniu I wojny światowej został 7 lutego 1919 przyjęty do Wojska Polskiego, był kapelanem grupy operacyjnej dowodzonej przez gen. Zygmunta Zielińskiego w ramach Armii „Wschód”. Został ciężko ranny 12 marca 1919, do służby powrócił 26 sierpnia 1919 i został wówczas kapelanem w 10 Wojskowym Okręgowym Szpitalu w Przemyślu, następnie w szpitalach wojskowych nr 1 i 2 we Lwowie i Szpitalu Okręgowym w Przemyślu.
3 stycznia 1922 został awansowany do stopnia starszego kapelana (major) ze starszeństwem z 1 czerwca 1919. Od tego samego roku do 1938 był kapelanem w Szpitalu Okręgowym nr VI we Lwowie. Równocześnie w 1924 został kapelanem garnizonu Lwów-Zamarstynów (Okręg Korpusu Nr VI). W 1934 został awansowany do stopnia proboszcza (podpułkownik), od 1938 był administratorem, od 1939 proboszczem wojskowej parafii we Lwowie. W okresie II Rzeczypospolitej był katechetą w szkole pp. Benedyktynek łacińskich we Lwowie.
Po wybuchu II wojny światowej, w czasie okupacji sowieckiej ukrywał się, podczas okupacji niemieckiej został (we wrześniu 1941) administratorem parafii w Winnikach, w parafii kościele Wniebowzięcia Najświętszej Marii Panny w Winnikach (pełnił tę funkcję do listopada 1945). Od połowy 1943 uczestniczył w konspiracji w ramach Okręgu Lwów Armii Krajowej, pod pseudonimem „Liban” pełniąc funkcje kapelana III Obszaru oraz p.o. duszpasterza  w okresie od lipca 1943 do 31 lipca 1944. 
W listopadzie 1945 wyjechał do archidiecezji krakowskiej. Następnie był proboszczem w parafii świętych Apostołów Piotra i Pawła w Białej w diecezji łózdkiej (1946 do 1948). W 1948 przeniósł się do administratury apostolskiej w Gorzowie Wielkopolskim. Tam był kolejno wikariuszem z prawami proboszcza w parafii św. Marcina w Kołobrzegu (1948), wikariuszem z prawami proboszcza w Białogardzie (1948), administratorem parafii Matki Bożej Wspomożenia Wiernych w Tychowie od 1948 do 1949 i parafii Podwyższenia Krzyża Świętego w Polanowie od 1949 do 1951 (1951 mianowany proboszczem), proboszczem parafii Podwyższenia Krzyża Świętego w Koszalinie od 1951 do 1961. Następnie był kapelanem szpitala miejskiego w Koszalinie. W 1961 jako kanonik był sekretarzem zarządu wojewódzkiego koła księży „Caritas”, działał w Okręgowej Komisji Księży przy Związku Bojowników o Wolność i Demokrację i Komisji Duchownych i Świeckich Działaczy Katolickich przy Ogólnopolskim Komitecie Frontu Narodowego.
Zmarł 15 grudnia 1975 i został pochowany na Cmentarzu Komunalnym w Koszalinie.

## Odznaczenia
- Krzyż Kawalerski Orderu Odrodzenia Polski (1954)[19]
- Krzyż Oficerski Orderu Odrodzenia Polski (1974)[2]
- Krzyż Walecznych (1922)[2][20]
- Złoty Krzyż Zasługi (1938)[21][2] i (1951)[22]
- Medal Pamiątkowy za Wojnę 1918–1921[2]
- Medal Dziesięciolecia Odzyskanej Niepodległości[2]